# Остров Жаннетты
Остров Жаннетты (часто Остров Жаннеты) (якут. Жаннетта арыыта) — остров в группе островов Де-Лонга в Восточно-Сибирском море, в северо-восточной части Новосибирских островов. Принадлежит России. Площадь около 3,3 км², высота — до 351 метров. Административно входит в состав Республики Саха (Якутия).
Остров необитаем. Состоит в основном из песчаника, имеются ледники и фирновые поля. Открыт во время экспедиции 1879—1881 годов американского полярного исследователя Джорджа Де Лонга. Остров получил своё название в честь корабля Де-Лонга «Жаннетта», который, будучи зажат ледяными массами, дрейфовал мимо острова и его соседа, острова Генриетты, в мае 1881 года.

## Топографические карты
- Лист карты T-57-XXV,XXVI,XXVII. Масштаб: 1 : 200 000. Состояние местности на 1957 год.